# Cristalografia

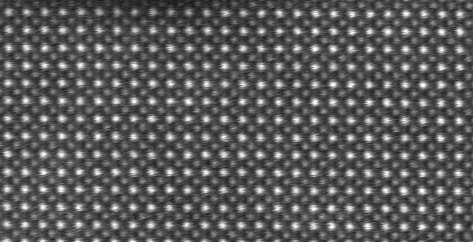
Um sólido cristalino: imagem de resolução atômica de um titanato de estrôncio. Os átomos mais brilhantes são do elemento Sr, as mais escuras de Ti.

A cristalografia é a ciência experimental que tem como objeto de estudo a disposição dos átomos em sólidos.
É também a ciência experimental que estuda o cristal, ou cristais.
- Cristal: a maioria dos cristalígrafos hoje, usa o termo cristal referindo-se a qualquer sólido com estrutura interna ordenada, possua ele ou não faces externas. Podemos assim idealizar em um conceito mais amplo de cristal como: um sólido homogêneo possuindo ordem interna tridimensional que, sob condições favoráveis, pode manifestar-se externamente por superfícies limitante, planas e lisas.

O termo cristal pode ser usado em seu sentido mais amplo com modificadores indicando perfeição de desenvolvimento. Sendo assim são classificados em:
1. Euédrico (ou Idiomórfico): possui faces bem formadas.
2. Subédrico (Hipidiomórfico ou Subdiomórficos): possui faces imperfeitamente formadas.
3. Anédrico (Xenomórfico ou informe): não possui faces.

Embora a maioria das substâncias, tanto naturais como sintéticas sejam cristalinas, a algumas delas falta qualquer estrutura interna ordenada. Diz-se que tais substâncias são amorfas. As substâncias amorfas de ocorrência natural, recebem o nome de mineralóides.

## História
A cristalografia é uma ciência relativamente recente. Foi René Just Haüy, que viveu nos finais do século XVIII, princípios do século XIX, quem conseguiu que a cristalografia se tornasse uma ciência matemática exata, a partir da classificação de cristais de determinadas formas. Christian Westfeld (1746-1823) definiu o conceito de célula unitária. Christian Weiss (1780-1856) classificou os cristais nos diferentes sistemas cristalográficos que são atualmente utilizados e em 1848, Auguste Bravais (1811-1863) demonstrou que existem apenas 14 maneiras diferentes de preencher todo o espaço com unidades que se repetem e que não deixem vazios ou sobreposições, essas unidades são conhecidas como redes de Bravais.
A cristalografia moderna tem por objetivo essencialmente o conhecimento da estrutura dos materiais a nível atômico, independentemente do seu estado físico e de sua origem, e das relações entre essa estrutura e suas propriedades. Esta definição foi se estabelecendo a partir de 1911, quando a primeira experiência de difração de raios-X foi realizada no laboratório de Max von Laue tendo como resultado duas descobertas fundamentais: a natureza eletromagnética dos raios-X e a natureza descontínua da matéria. Estabeleceu-se, desta forma, o fato de todos os materiais serem constituídos por átomos e/ou moléculas que, nos cristais, apresentam distribuição periódica tridimensional definindo uma rede tridimensional de difração para raios-X de comprimento de onda da ordem de 1Å, o retículo cristalino.
Entretanto, materiais que apresentam ordem apenas bi ou monodimensional apresentam padrões de difração típicos e podem ser analisados por técnicas difratométricas. Finalmente, partículas de dimensões adequadas, dispersas em um meio de densidade eletrônica diferente, apresentam efeitos de espalhamento que podem ser observados utilizando-se a técnica de espalhamento de raios-X a baixo ângulo, usualmente conhecida por sua sigla SAXS. Nêutrons ou elétrons, com comprimento de onda associado adequado, também são utilizados com a finalidade de caracterização estrutural de materiais.
Para marcar o centenário da cristalografia moderna, foi celebrado em 2014 o Ano Internacional da Cristalografia por decisão da  Assembleia Geral das Nações Unidas.

## Cristalografia antes da técnica de difração de raios X
Antes do uso de técnicas de difração de raios X a cristalografia estudava os cristais baseando-se nas suas propriedades geométricas, isto é, sua simetria e sua regularidade.

## Cristalografia de raios X
A técnica de difração de raios X serve não apenas para determinar a estrutura dos cristais, que foi sua principal utilização no início, mas também para vários outros objetivos como análise química de amostras, determinação da orientação cristalina (ver índice de Miller) e estudar o equilíbrio de fases.
A cristalografia de raios X também tem várias aplicações em outras áreas como biologia, medicina e engenharia.

## Outras técnicas de cristalografia
Outras técnicas foram desenvolvidas para se estudar outras características dos materiais que não podiam ser estudadas com os raios X, as principais são a difração de elétrons e a difração de nêutrons:
- Difração de elétrons: os elétrons se diferenciam dos raios-x por terem um poder de penetração menor e terem carga elétrica não nula. Ideal para estudar as propriedades das superfícies dos materiais;
- Difração de nêutrons: os nêutrons possuem um pequeno momento magnético, e alto poder de penetração. Ideal para se estudar as propriedades magnéticas da matéria e determinar a posição de átomos leves numa estrutura, principalmente os átomos de hidrogênio.

## Aplicações em várias áreas
- Cristalografia de proteínas: A cristalografia de proteínas consiste em transformar as proteínas em cristais e usar técnicas cristalográficas para determinar a estrutura das proteínas. É extremamente importante para a farmacologia, medicina e biologia (ver Protein Data Bank, PDB) e é uma das principais utilidades do LNLS em Campinas, SP.
- Destaques: 
  - Determinação da estrutura do DNA por Rosalind Franklin;
  - Prêmio Nobel de Química 2003, concedido a Peter Agre e Roderick MacKinnon que usaram cristalografia de raios X para determinar, com precisão, propriedades das estruturas de certas proteínas.
  - Perovskita